# Charndon
Charndon – osada i civil parish w Anglii, w Buckinghamshire, w dystrykcie (unitary authority) Buckinghamshire. W 2011 roku civil parish liczyła 862 mieszkańców. Charndon jest wspomniana w Domesday Book (1086) jako Credendone. W XI w. miejscowość nazywała się Credendone, a w XIII w. Chardone/Charendon.